# Unreal Tournament 2003
Unreal Tournament 2003 je arénová střílečka z pohledu první osoby vyvinutá společnostmi Epic Games a Digital Extremes a vydaná společností Infogrames pod značkou Atari. Hra je součástí série Unreal a je pokračováním hry Unreal Tournament z roku 1999. Stejně jako její předchůdce je hra určena především pro hru více hráčů.
Při vydání demoverze si hru stáhlo rekordních 1,2 milionu uživatelů. Kromě toho byl engine Unreal široce licencován pro hry jako Tom Clancy's Rainbow Six, Splinter Cell a America's Army.
Port hry Unreal Championship pro Xbox byl vydán 12. listopadu 2002. Po hře Unreal Tournament 2003 následovala hra Unreal Tournament 2004, která byla vydána 16. března téhož roku.

## Historie
Před několika lety (1998) vyšla (na tu dobu) velmi převratná hra Unreal a i v současnosti se stále ještě najdou skalní příznivci, kteří jí stále hrají (jako např. Mafia či Counter-Strike). Na tu dobu výborná grafika, zvuky, skvělý příběh a také zbraně, které se nikde jinde nevyskytovaly (až na pár výjimek). Fenomén ASMD, diskový Razor Jack nebo oblíbený Flack Cannon. Unreal byl zaměřen spíše na singleplayer, ale rychle se začal hrát online. Právě proto vznikly dnes notoricky známé mapy jako raketový Morbias nebo třeba nejznámější a nejhranější světová mapa DM-Deck 16 či CTF-Face. Po Unrealu přišel Unreal Tournament – singleplayer vyšel z módy a začalo se hrát naplno multiplayerově. Autoři to věděli, a proto je singleplayer v UT situován v multiplayerových mapách – Deathmatch, Domination, Capture The Flag, Assault a Challenge. Po dohrání však vyvstala otázka, jestli je lepší Unreal Tournament nebo Quake 3. Hráči se začali naplno sdružovat do klanů (týmů) a začali hrát různé zápasy. Vznikali turnaje, ligy a podobné akce. To je jeden z faktorů, proč je UT 2003 takový, jaký je. Díky UT se rozšířil mód CTF a hráči si ho velmi oblíbili.

## Módy
- Deathmatch – klasika; kdo má nejvíc fragů, vyhrál.
- Team Deathmatch – Obdoba DM, ale v týmech.
- Capture The Flag – Hra o vlajky, jediná změna je bodové ohodnocení za vlajku a flag kill.

V těchto třech módech se neprovedly nijak zvlášť velké změny oproti UT, což o těch následujících neplatí:
- Double Domination – Na mapě je o jeden bod méně než v UT – tedy 2. Bod získáte, když udržíte oba body najednou po dobu 10 s.
- Bombing Run – Nový mód, který je obdobou ragby. Uprostřed mapy je míč, který musíte dopravit do soupeřovy "brány". Za donesení je 7 bodů, za vhození 3 body. Ten, kdo nese míč, nemůže střílet, ale za to se mu dobíjí zdraví. Míč si můžete přihrávat, takže to pak vypadá více sportovněji.

## Singleplayer
Po výběru detailů hry se pustíte do boje! Tedy nejdřív vás čeká úvodní intro a až potom se můžete pustit do hraní. Ono Intro je již tradičně zpracováno velmi dobře. Do arény nastupují dva týmy "gladiátorů". Diváci křičí, adrenalin stoupá a do toho hraje výborná muzika. Začíná Unreal Tournament 2003! Mimochodem nejsou vám ti první tři borci povědomí? Jsou to staří známí z UT. Singleplayer začíná v módu Deathmatch. Po pár odehraných zápasech si vyberete tým, dohrajete Deathmatch a pustíte se do Team Deathmatche. Po něm následuje Double Domination, Capture The Flag a Bombing Run. Každý člen týmu má své statistiky, jako přesnost, vůdcovství apod. Vy máte také své statistiky jako počet zabití atd. Nakonec je tu velké finále.

## Novinky proti UT
Jsou dvě hlavní novinky – skoky a adrenalin. Začněme skoky. Klasický dodge zůstal, ale přibyly nové skoky – wall jump, double jump nebo třeba dodge jump. Těmto skokům přispívají i "jumppady", známé z Quake. Tady vypadají velmi dobře. Například v CTF-Face je jumppad hned před základnou. Takže stačí vzít vlajku, vyběhnout ven, přes jumppad až na půlku mapy, kde je pyramida a Reedemer a domů. Druhou velkou novinkou je adrenalin. Ten získáváte jak sbíráním po mapě, tak za zabití nebo body. Při 100% adrenalinu můžete zadat klávesovou kombinaci, abyste aktivovali vylepšení. Jsou čtyři: rychlost, neviditelnost, regenerace a berserk. Nedůležitými novinkami jsou třeba nové killy jako Megakill apod.

## Boti
Inteligence botů se velmi zvýšila. Konečně používají všechny zbraně tak, jak požaduje situace, a používají i různé finty. Celkem je 48 skinů – 6 ras po 8 skinech. Boty (ne ty co nosíte) ještě získáte po dohrání hry.

## Zbraně
Některé zbraně přibyly a některé zmizely. Zmizel třeba Ripper a přibyl Lightning Gun. Také byla snížena u některých zbraní účinnost (Rocket Launcher) a u některých naopak zvýšena (Link Gun). Zde je seznam zbraní:
Shield Gun – Primární mód je stejný jako u Impact Hammeru, tedy "nárazový", sekundární slouží jako štít.
Assault Rifle – Primární mód vcelku účinný automat, sekundární je granátomet.
GES Bio Rifle – Primárně střílí malé dávky slizu, sekundární mód je velký kus slizu, který se po dopadu rozletí na menší části. Které po krátké době vybuchnou.
ASMD Shock Rifle – Populární ASMD zůstalo také beze změn. Tedy primárně střílí rychlý a účinný paprsek, sekundární je plazmová koule. Když vystřelíte kouli a vzápětí do ní paprsek, bude z toho kombo výbuch.
Link Gun – Pouze přejmenovaný Pulse Gun. Primární jsou letící plazmové koule (silnější než v UT), sekundární je laser. Jedna vychytávka přece přibyla, když střílíte laserem ve více lidech, zvyšuje se účinnost propojením paprsků.
Minigun – Také beze změn. Primární střelba je účinnější, ale pomalejší. Sekundární je rychlejší, ale méně účinná.
Flack Cannon – Primárně střílí šrapnely, respektive žhavé hřebíky, sekundární je šrapnelový granát.
Rocket Launcher – Primárně jedna raketa rychlá, sekundárně 1-3 rakety, ale pomalejší. A mohou se pohybovat "skákavě".
Lightning Gun – Náhrada sniperovky, střílí blesky místo nábojů a sekundární je zoom.
Reedemer – Také beze změn. Primárně vystřelí jadernou raketu, při sekundárním útoku ji můžete ovládat.
Ion Painter – Primární i sekundární střelba slouží stejně – paprskem označíte místo a poté na místo vystřelí iontové dělo.
Translokátor – Primárně vystřelí disk a sekundárně se teleportujete na ono místo (pozor na konec mapy). Translokátor je omezený na 5 hodů, takže musíte počkat, až se nabije.

## Mapy
Původních 37 map je slušný počet. Jak interiéry, tak exteriéry vypadají velmi dobře. Vrátili se některé staré mapy (Face, Curse, ...) a některé jsou dost podobné těm starým (Gael, Magma, ...).
Deathmatch mapy (15):
Antalus, Asbestos, Compressed, Curse, Flux, Gael, Inferno, Insidious, Leviathan, Oceanic, Plunge, Serpentine, Tokara Forest, Training Day
Double Domination mapy (6):
Core, Outrigger, Ruination, Scorched Earth, Sepukku Gorge, Suntemple
Bombing Run mapy (7):
Anubis, Bifrost, Disclosure, IceFields, Skyline, Slaughterhouse, TwinTombs
Capture The Flag mapy (9):
Chrome, Citadel, December, Face, Geothermal, Lost Faith, Magma, Maul, Orbital

## Grafika a zvuky
Unreal Engine Warfare funguje velmi dobře. A podle efektů je to vidět (kouř, výbuchy, ASMD kombo, ...) Prostě nádhera. Ozvučení je také velmi dobré včetně soundtracku – na což se dobře zvykne.

## Mutátory
Známý a oblíbený Instagib zůstal, ale teď má už i zoom. Ostatní mutátory nejsou nijak převratné (nízká gravitace, vysoké skoky atd.).

## Bonus
Z CD si ještě můžete nainstalovat různé prográmky jako Karma engine apod. Nechybí Unreal Ed, tedy editor na mapy. Bylo u něj zjednodušeno ovládání, takže s trochou praxe nebude problém vyrobit mapu za pár minut.